# Roberto Accornero
Roberto Accornero (Ivrea, 9 maart 1957) is een Italiaans acteur en stemacteur.
Hij speelde onder meer de rol van Angelo Dell'Acqua in de miniserie John XXIII: The Pope of Peace, en die van kapitein Aloisi in de serie Il maresciallo Rocca.

## Theater
- De meeuw, Anton Tsjechov, regisseur Mario Maranzana (1985)
- Le misanthrope, Molière, regisseur Carlo Cecchi (1986)
- La cenere di Vienna, Jean-Paul Sartre, regisseur Paola D'Ambrosio (1987)
- L'uomo, la bestia e la virtù, Luigi Pirandello, regisseur Carlo Cecchi (1988)
- Gli ultimi giorni dell'umanità, Karl Kraus, regisseur Luca Ronconi (1991)
- Fruen fra havet, Henrik Ibsen, regisseur Beppe Navello (1995)
- Occupandosi di Tom, Lucy Gannon, regisseur Massimiliano Troiani (1995)
- Staat, Plato, regisseur Italo Spinelli (2004)

## Radio
- Sam Torpedo (2001) - hoorspel - Rai Radio 3
- La fabbrica di polli (2008) - hoorspel - Rai Radio 3